# Nikolai Abraham Abildgaard
Nikolai Abraham Abildgaard (de vegades el seu primer nom apareix com Nikolaj o Nicolaj) (Copenhaguen 11 de setembre de 1743 - Frederiksdal 4 de juny de 1809). Va ser un arquitecte, escultor i pintor danès, anomenat el Rafael del Nord; va tenir un rol important per a la difusió del Neoclassicisme al seu país.

## Vida i obra
Fill del pintor i antiquari Søren Abildgaard (1718-1791), va estudiar pintura a la Reial Acadèmia Danesa d'Art (Det Kongelige Danske Kunstakademi) amb Johan Edvard Mandelberg i Johannes Wiederwelt, com a ajudant del primer va col·laborar en la decoració del Palau real de Fredensborg.
En 1709 va realitzar les decoracions de Fredensborg; allí es perceben els influxos estètics dels francesos Claude Lorrain i Nicolas Poussin (tingui's en compte que el mestre d'Abildgaard, Mandelberg, havia estat deixeble del pintor galant francès François Boucher).
El 23 de març de 1741 es va casar amb Anna Maria Oxholm.
Entre 1772 i 1777 va emprendre un viatge d'estudis a Roma on va estudiar els frescs de Annibale Carracci i les pintures i escultures de Rafael, Tiziano, Miguel Ángel, al mateix temps que es relacionava amb l'escultor suec Johan Tobias Sergel i el pintor suís Johann Heinrich Füssli, els qui van exercir una gran influència per a la consolidació d'Abildgaard en el Neoclassicisme, ja après en l'Acadèmia, amb elements del Romanticisme, així com la seva aproximació a fonts literàries (Homer, Shakespeare o Osian).
De tornada a Dinamarca, va ser nomenat professor de l'Acadèmia en 1778; en ella, alguns dels seus alumnes van ser Christoffer Wilhelm Eckersberg, Caspar David Friedrich, Bertel Thorvaldsen, G.L. Lung i Asmus Jacob Carstens.
En 1780 va ser requerit pel govern danès per pintar peces històriques que servissin de decoració en l'anomenat "Saló dels Cavallers" (Riddersal) del Palau de Christiansborg. Tals pintures no solament van tractar una temàtica històrica sinó també al·legories i qüestions mitològiques, amb jeroglífics i altres símbols que reflectien la seva adhesió a la Revolució francesa; per tal motiu el rei danès va rebutjar tals dissenys, els quals es van perdre durant un incendi ocorregut en 1794.

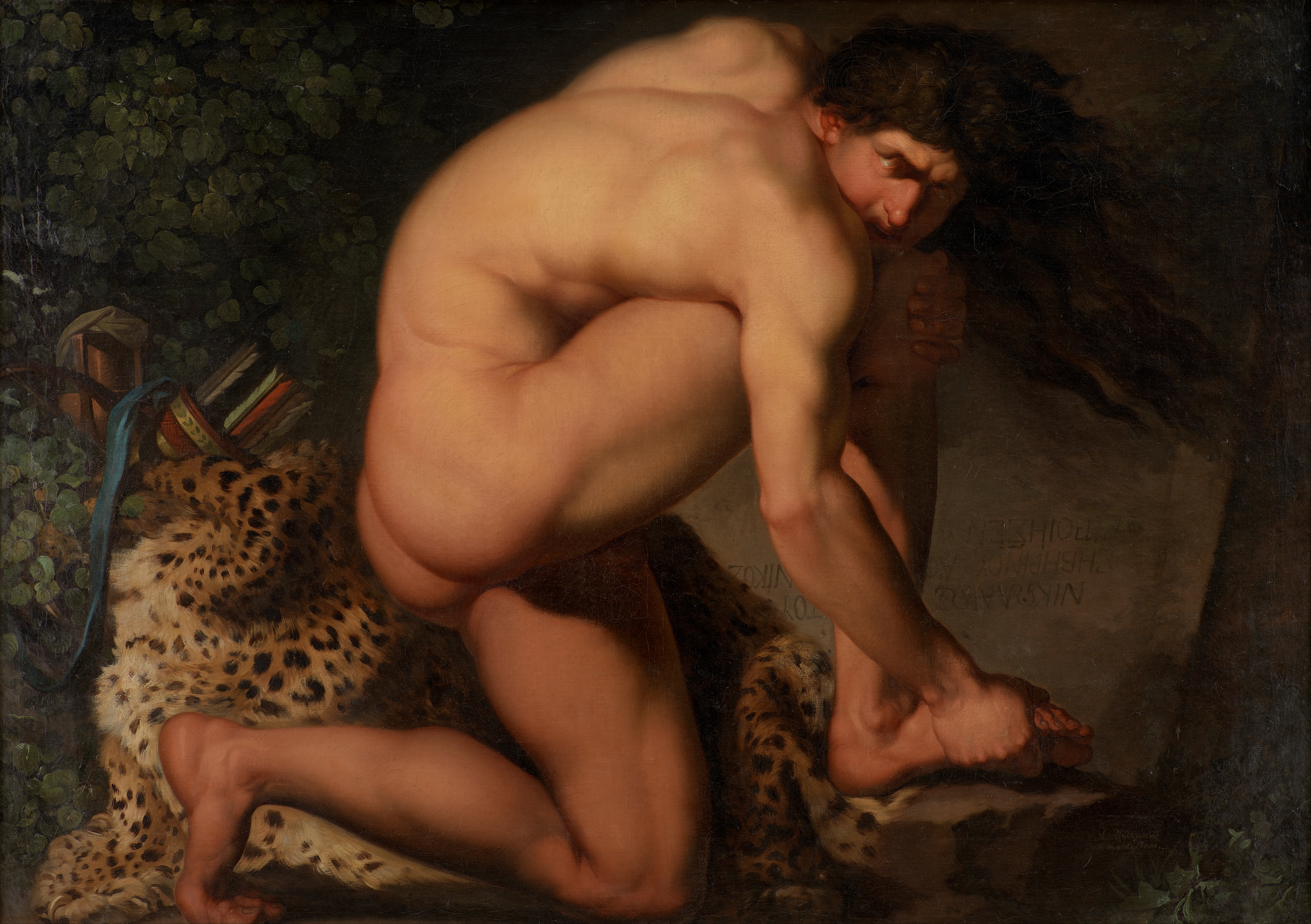
Filoctetes, oli de 1775 al Statens Museum for Kunst.

Tal com s'ha indicat, l'estil d'Abildgaard va ser classicista, o, millor dit, neoclassicista amb un rerefons romàntic, en el qual s'ha destacat el seu notable sentit del color i una evident preferència pels temes històrics.
Va dirigir l'Acadèmia de Copenhaguen de 1789 a 1791 i de 1801 a 1809, en aquest temps va escriure nombrosos estudis referits a la teoria i història de l'art.

## Principals obres
- Filoctetes, 1775 (pintura sobre llenç, Copenhaguen).
- Osian, 1782 (pintura sobre llenç, Copenhaguen).
- Emilia's Kilde, 1782 (escultura).
- Malson (1800).
- Sòcrates i Júpiter pesant el destí dels humans.